# Xiao Aihua
Xiao Aihua (16 marzo 1971) è un'ex schermitrice cinese, vincitrice di due medaglie di bronzo ai campionati mondiali di scherma.